# Biła Krynycia (obwód żytomierski)
Biła Krynycia  (ukr. Біла Криниця) – osiedle typu miejskiego na Ukrainie, obwodzie żytomierskim, w rejonie radomyskim, nad rzeką Teterew.